# 브루스 맵스
브루스 맵스(1901년 8월 16일 - 1961년 2월 18일)는 1900년대 초에 미국의 피겨 스케이팅 선수였다. 1920년에 맵스는 오늘날 예술 롤러 스케이팅이라고 부르는 토 루프를 고안했다.